# كلاينجينا
تقع كلينجينا على بعد 4 كيلومترات شمال ناومبورغ عند سفح سلسلة جبال فيني فوق قرية كلاينجينا، في قلب جمهورية ألمانيا الاتحادية في ولاية ساكسونيا أنهالت. وقد اقترحت ألمانيا إدراجها في قائمة التراث العالمي. إن ترشيح التراث العالمي هو ممثل للعمليات التي شكلت القارة خلال العصور الوسطى العالية بين عامي 1000 و1300: التونسية، وما يسمى "لاند سبيو"، وديناميات التبادل الثقافي وخاصية النقل لهذه الفترة بالذات.

## ترشيح التراث العالمي
قلعة كلاينجينا هي واحدة من المكونات الأحد عشر لكاتدرائية ناومبورغ والمناظر الطبيعية الثقافية في العصور الوسطى العالية من نهري سالي و انسترت. وبما أن كلاينجينا تمثل نقطة الانطلاق للنمو الهائل للمنطقة في القرن الثاني عشر، فإنه لا غنى عنها لفهم تاريخ هذا المشهد الثقافي ككل.

## تاريخ
تم بناء قلعة كلاينجينا من قبل سلالة إيكهاردين المؤثرة. هذه السلالة تملك العقارات في منطقة الاستيطان القديمة في الجزء الشمالي من تورينغن وفي منطقة التقاء الأنهار سالي و انسترت. كان مقر العائلة هو قلعة جين، التي كانت تقع جنوب نهر أونروتت في الأبرشية السابقة لأسقفية ماينز. مثل أخرى [أوتوني] قصور أوتيونيّة أو قصور إمبراطوريّة من الوقت، القلعة مجمعة [إكهارد] أنا كان جزّأة مركبة مع اثنان أسوار على شقّة مسطّحة. وقد تم تسوية أسوارها الرئيسية والخندق ذي الصلة إلى حد كبير، ولكنها لا تزال مرئية بوضوح في التضاريس. بعد مقتل إيكيهارد الأول، تم التخلي عن الموقع تدريجياً حيث نقل الأخوان مرغرافيال هيرمان و إيكيهارد الثاني مقعديهما العائليين من كلاينجينا إلى ناومبورغ (نوينبورش)، الذي ورد ذكره لأول مرة في السجلات في عام 1012.

بتشجيع من الامتياز الذي منحه لها الامبراطور كونراد الثاني في 1033، انتقل أيضا التجار من كلينيا إلى ناومبورغ، منذ كانت مضمونة التجارة الحرة والملكية الموناتية، خالية من الفائدة من محل إقامتهم المغلقة. وكانت الميزة النسبية لناومبورغ أيضا طوبوغرافية، حيث أن نزول الطرق بعيدة المدى القادمة من الهضبة لم يكن حادا كما هو الحال في كلاينجينا و غروسجينا.

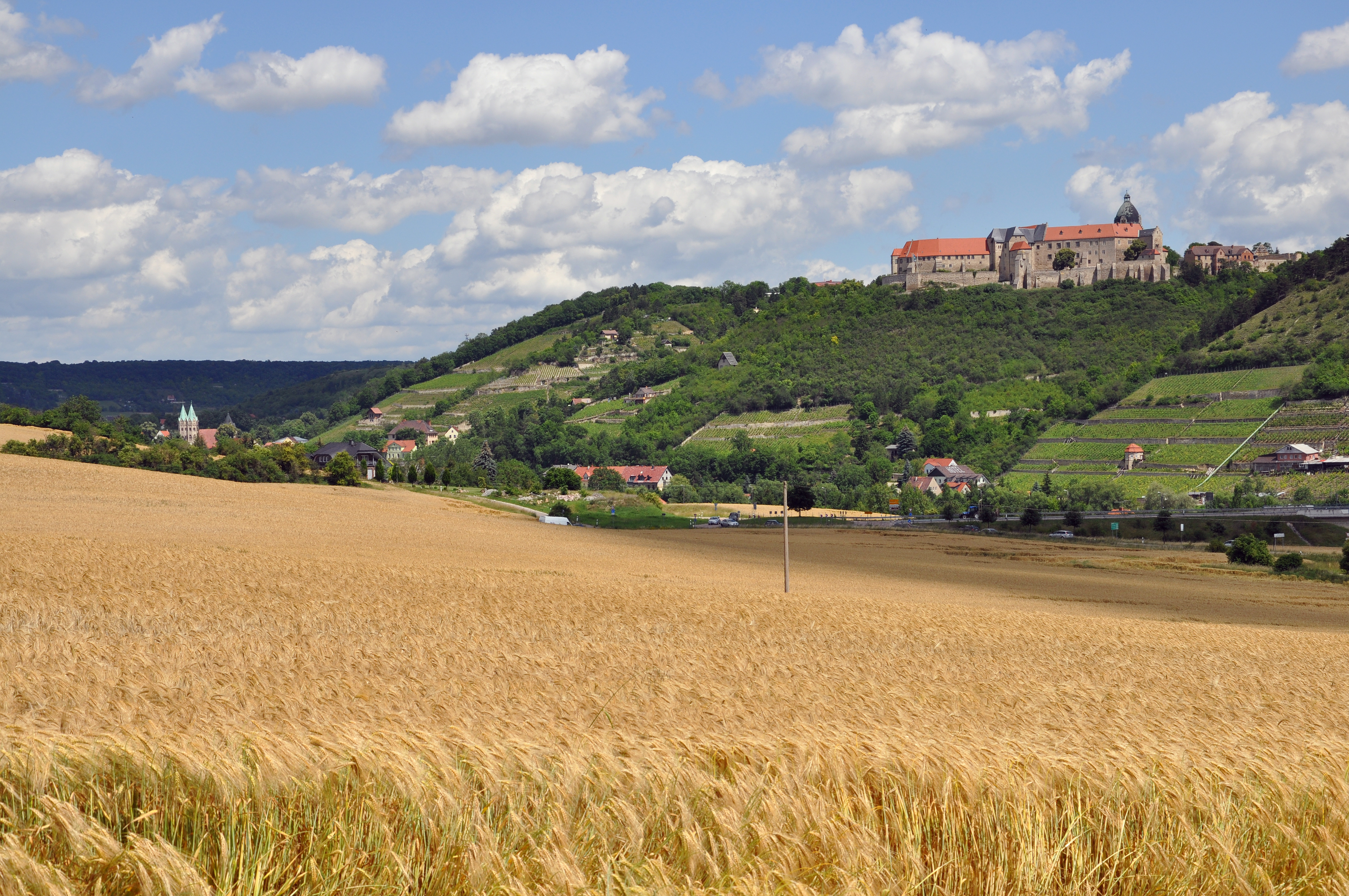
المناظر الطبيعية حول نابورغ

## اليوم
تعود هذه البقايا الأثرية الموثقة لقلعة ماركغريس ميسين، إيكهاردين، إلى القرن العاشر. وعلى الصعيد الأوروبي، فإن هذه الهياكل المحفوظة هي دليل مبكر على الجهود التي يبذلها النبالة العالية لفرض مركز قوتها من خلال تحصينات واسعة النطاق كانت في نهاية المطاف بمثابة النصب التذكارية لها.

## روابط خارجية
- Video of the cultural landscape of Naumburg